# Грім небесний (фільм, 1965)
«Грім небесний» (фр. Le Tonnerre de Dieu) — франко-італо-німецький фільм 1965 року, режисера Дені де Ла Пательєром за романом Бернара Клавеля «Хто мене здолає».

## Сюжет
Старий Леандр Брассак (Жан Габен), колишній юрист, а нині ексцентричний сільський ветеринар, пияк і мізантроп, живе у своєму заміському маєтку вдвох з дружиною Марі (Ліллі Палмер), яка давно вже змирилася з дивацтвами чоловіка, і займається розведенням коней, а також прихищає бродячих собак.
Якось Брассак зустрічає в портовому шинку Симону (Мішель Мерсьє), молоденьку дівчину легкої поведінки, і сам не цілком розуміючи, навіщо це робить, забирає її до себе додому.
Хоча Симона та бездітна дружина Брассака швидко порозумілися між собою, мирне перебування дівчини в маєтку незабаром ускладнюється. Сутенер Сімони Марсель (Робер Оссейн) намагається силою повернути її до колишнього заняття, а сусіди ветеринара повідомляють у поліцію про те, що той поселив у себе в будинку повію, проте він справляється з усіма труднощами за допомогою власних собак і колишнього товариша зі школи, який став міністром.
Тим часом із красунею Симоною знайомиться Роже (Жорж Жере), сусід Брассака, і між ними зав'язується роман, який вони, як їм здається, тримають у таємниці від Брассака та його дружини за наполяганням Симони. Зрештою Роже наважується повідомити Брассакові про їхнє з Симоною рішення одружитися і про те, що вона чекає від нього дитину. Ця новина виводить Брассака з його звичайного стану мізантропії. Він шаленіє від захвату, що незабаром стане «дідусем», і на радощах скуповує весь магазин товарів для немовлят.

## У ролях
| Актор            | Персонаж                                                |
| ---------------- | ------------------------------------------------------- |
| Жан Габен        | Леандр Брассак                                          |
| Мішель Мерсьє    | Симона Лебуше                                           |
| Лілі Палмер      | Марі Брассак                                            |
| Робер Оссейн     | Марсель                                                 |
| Жорж Жере        | Роже                                                    |
| Пол Франкер      | Моріс, бригадний генерал (в титрах невказано)           |
| Елен Швірс       | Франсуаза, сестра Роджера (голос Жаклін Порел)          |
| Ніно Вінгеллі    | власник бістро                                          |
| Луї Арбессьє     | Брікар, міністр                                         |
| Даніель Чеккалді | священик                                                |
| Емма Данієлі     | багата пані з таксою                                    |
| Хелен Тоссі      | власник бістро                                          |
| Ліа Грей         | колишня суб                                             |
| Павло Павло      | друг Марселя                                            |
| Даніель Дюру     | дівчина                                                 |
| Ліді Балмер      | дівчина                                                 |
| Ніколь Берггрейв | дівчина                                                 |
| Мірей Гало       | дівчина                                                 |
| Андре Далібер    | клієнт Сімоне                                           |
| Едуард Франком   | офіціант ресторану                                      |
| Франк Моріс      | чоловік виходить з валізами                             |
| Франсуа Надаль   | дублює Жоржа Жере в сцені бурі, щоб контролювати коней. |